# Казинс, Дуэйн
Дуэйн Джон Казинс (англ. Duane Jon Cousins; род. 13 июля 1973, Бендиго) — австралийский легкоатлет, специалист по спортивной ходьбе. Выступал на профессиональном уровне в 1995—2010 годах, обладатель серебряной медали Игр Содружества, серебряный призёр Кубка мира в командном зачёте, чемпион Австралии, участник двух летних Олимпийских игр.

## Биография
Дуэйн Казинс родился 13 июля 1973 года в городе Бендиго, штат Виктория. Занимался лёгкой атлетикой в местном клубе Bendigo YMCA Harriers.
Впервые заявил о себе на международном уровне в сезоне 1995 года, когда вошёл в состав австралийской сборной и выступил на Кубке мира по спортивной ходьбе в Пекине, где в зачёте 50 км занял 73-е место.
Благодаря череде успешных выступлений в 1996 году удостоился права защищать честь страны на летних Олимпийских играх в Атланте, но в конечном счёте сошёл здесь с дистанции в 50 км.
В 1997 году в той же дисциплине показал 45-й результат на Кубке мира в Подебрадах.
В 1998 году завоевал серебряную награду на Играх Содружества в Куала-Лумпуре.
На Кубке мира 1999 года в Мезидон-Канон занял 51-е место в 50-километровой ходьбе.
Принимал участие в Олимпийских играх 2000 года в Сиднее — в программе 50 км показал время 4:10:43, расположившись в итоговом протоколе соревнований на 34-й строке.
В 2002 году был четвёртым на Играх Содружества в Манчестере, занял 37-е место на Кубке мира в Турине.
В 2003 году с результатом 3:59:33 одержал победу на чемпионате Австралии в Мельбурне.
На Кубке мира 2004 года в Наумбурге показал на финише 26-й результат.
В 2006 году на Кубке мира в Ла-Корунье занял 51-е место в личном зачёте 20 км, вместе с соотечественниками стал серебряным призёром командного зачёта. На Играх Содружества в Мельбурне был дисквалифицирован за нарушение техники ходьбы. На чемпионате Австралии по ходьбе на 50 км пришёл к финишу вторым, установив при этом свой личный рекорд — 3:53:47.
В 2007 году на международном старте в Шэньчжэне установил личный рекорд в ходьбе на 20 км — 1:26:10. На чемпионате мира в Осаке получил дисквалификацию.
В 2008 году в дисциплине 50 км занял 52-е место на Кубке мира в Чебоксарах.
Завершил спортивную карьеру по окончании сезона 2010 года.